# Ahanonu Nduwhite Ndbuisi
Ahanonu Nduwhite Ndbuisi (Oguta, 1976) è un artista e poeta nigeriano.

## Biografia
È un artista e poeta nigeriano. 
Il suo lavoro è incentrato su temi come l'irresponsabilità sociale, questioni ambientali e globali.
Laureatosi in Fine Arts and Applied Arts presso la University of Nigeria Nsukka nel 2000, attualmente è impegnato come consulente d'arte e attivista culturale. È inoltre Ambasciatore Culturale della Nigeria a Berlino, in Germania, e membro ufficiale del Berlin-based International Young Leaders Network. 
È Coordinatore nazionale presso il Magnificent 10 Fingers Artist Society (MAFAS10), e iniziatore del Project Re-imagine Nigeria Initiative, un progetto volto all'ultilizzo dell'arte come strumento culturale diplomatico.

## Premi e riconoscimenti
Nduwhite Ndubuisi Ahanonu ha partecipato a diversi workshop ed esposizioni nazionali e internazionali, con alle spalle due mostre personali.
Nel 2002 vince il premio come miglior pittore (Best Painter) presso il festival nigeriano NAYOUFEST, National Youth Festival of Arts and Culture. 
Nel 2006 è stato l'unico artista Africano selezionato per la residenza per artisti israeliana Midbar International Artists Residency Israel.  Presso la UNN Degree Students Association di Abuja ha ricevuto il premio come miglio artista dell'anno (Best Artist of the year). Nel 2010 è tra gli artisti nigeriani selezionati per la Biennale di Dakar (Dak'Art 2010) .